# كشافة رومانيا
كشافة رومانيا هي المنظمة الكشفية الوطنية الابتدائية في رومانيا. تأسست في عام 1913، وأصبحت عضوا في المنظمة العالمية للحركة الكشفية عام 1993.
وتعتبر كشافة رومانيا مختلطة ولديها حوالي 3500 عضو اعتبارا من عام 2014.

## روابط خارجية
- كشافة رومانيا